# Schönbrunn im Steigerwald
Schönbrunn im Steigerwald är en kommun och ort i Landkreis Bamberg i Regierungsbezirk Oberfranken i förbundslandet Bayern i Tyskland.
Kommunen ingår i kommunalförbundet Burgebrach tillsammans med köpingen Burgebrach.